# Don't Make Me Over
Don't Make Me Over è un brano musicale scritto dal duo Bacharach-David e pubblicato nel 1962 come lato B del singolo I Smiled Yesterday/Don't Make Me Over, da Dionne Warwick, all'esordio discografico.

## Cover
Tra gli artisti o i gruppi che hanno realizzato la cover del brano vi sono The Swinging Blue Jeans, Nancy Holloway (in francese col titolo T'en vas pas comme ça) Farida, Ornella Vanoni (in italiano col titolo Non dirmi niente), Brenda & the Tabulations, Jennifer Warnes, Sybil, Amber Riley (come membro del cast di Glee), The Overtones, Candice Glover, Neil Diamond e  Julia Holter.